# نيكولاي جلوشكوف
نيكولاي جلوشكوف (بالروسية: Глушков, Николай Алексеевич)‏ (ولد في 24 ديسمبر 1949 فارق الحياة يوم 12 مارس 2018 بلندن) رجل أعمال روسي منفي ويقيم في بريطانيا. ويعد جلوشكوف صديقاً مقرباً من المعارض الروسي بوريس بيريزوفسكي، الذي عارض الرئيس الروسي فلاديمير بوتين وهرب إلى بريطانيا.

## وفاته
في 13 مارس 2018 عثر عليه ميتًا في منزله بلندن. وفاته فتحت تكهنات كثيرة لانها جاءت بالتزامن مع توتر العلاقات بين موسكو ولندن نتيجة محاولة اغتيال الجاسوس الروسي السابق سيرغي سكريبال (66 عاماً) وابنته يوليا (33 عاماً)، ونقلهما إلى مستشفى، بعد أن عُثر عليهما فاقدَي الوعي، في 4 مارس 2018، بمدينة ساليسبري.

## وصلات خارجية
- (العرب نيوز): بعد تسميم جاسوس سابق.. العثور على جثة روسي ناقد لبوتين في لندن
- (الخليج اونلاين): بعد أزمة الجاسوس.. العثور على معارض روسي آخر ميت بلندن